# Astaena tucumana
Astaena tucumana är en skalbaggsart som beskrevs av Frey 1974. Astaena tucumana ingår i släktet Astaena och familjen Melolonthidae. Inga underarter finns listade.